# Талызин, Лукьян Иванович
Лукьян Иванович Талызин (1741 — после 1794) — действительный  статский советник, герольдмейстер, бригадир из рода Талызиных.

## Биография
Сын адмирала Ивана Лукьяновича Талызина от брака с Ириной Ильиничной Исаевой, дочерью коменданта Риги. Шурин государственного канцлера графа И. А. Остермана.

### Военная служба
В 1748 году был зачислен в лейб-гвардии Семёновский полк, с 1758 года прапорщик, с 1761 года поручик, с 1762 года капитан-поручик.
10 октября 1764 года был пожалован в капитаны.
Участвовал в русско-турецкой войне 1768—1774 годов.
3 января 1769 года был переведён из гвардии в армию в звании полковника.
31 декабря 1771 года произведён в бригадиры.
5 февраля 1773 года Л. И. Талызин был уволен с военной службы.

### Гражданская служба
С 1783 по 1794 годы — герольдмейстер, возглавлял Герольдмейстерскую контору. Во второй половине 1780-х состоял членом петербургской масонской ложи «Молчаливости» (Скромности).
В 1790 году создал «Руководство к геральдике, то есть науке о гербах, содержащее происхождение, основание и нужные правила науки сей относительно до гербов Российских с начертанием и описанием оных». В гербовнике Талызина были представлены описание императорского герба, 459 городских гербов, утверждённых в 1772—1790 годах, цветные рисунки родовых гербов: княжеских — 21, графских — 26, баронских — 15, дворянских — 385. Свой труд Л. К. Талызин преподнес императрице Екатерине II — об этом свидетельствует авторское посвящение на первых листах книги. Императором Павлом он был сочтен недостаточным и государь не повелел использовать его в работе. В 1852 г. книга вместе с другими рукописями, хранившимися в Эрмитажной библиотеке, поступила в Императорскую публичную библиотеку. В эпоху возобновления широкого интереса к генеалогии в 1990-е гг. памятник был введен в научный оборот и по сей день остается в центре внимания исследователей.
В 1790 году был пожалован в ранг действительного статского советника.
Умер Лукьян Иванович Талызин после 1794 года. Детей в браке с княжной Прасковьей Ивановной Лобановой-Ростовской не оставил.